# Verbascum cariense
Verbascum cariense är en flenörtsväxtart som beskrevs av Hub.-mor.. Verbascum cariense ingår i släktet kungsljus, och familjen flenörtsväxter. Inga underarter finns listade i Catalogue of Life.